# Mole oaxaqueño

Le mole oaxaqueño, ou mole negro, est une spécialité culinaire mexicaine, originaire de l'État d'Oaxaca, dont il tire son nom. Il s'agit d'une sauce mole constituée d'un grand nombre d'ingrédients, qui accompagne normalement des romeritos (plat mexicain à base de crevettes), ou du dindon.

## Ingrédients
Le mole negro (« mole noir », en espagnol) tient sa couleur très sombre de ses principaux ingrédients : les piments chilhuacle negro, mulato et pasilla. Il contient également des feuilles d'avocatier grillées, des cacahuètes, des noix, des oignons, des graines d'anis, et du chocolat principalement.